# Анри Моасан
 Фердинанд Фредерик Анри Моасан (на френски: Ferdinand Frédéric Henri Moissan) е френски химик, носител на Нобелова награда за химия за 1906 г. „за работата му по изолирането на флуора от съединенията му“.

## Биография
Роден е на 28 септември 1852 г. в Париж, Франция, в еврейско семейство. Баща му, Франсис Фердинанд Моасан, е офицер от Източната железопътна компания, а майка му, Жозефин Амералдин (родена Мител), е шивачка. През 1864 г. семейството се мести в Мо, където малкият Моасан учи в местното училище. През 1870 г. той напуска училище, без да изкара нужната диплома за влизане в университет. Там той работи като часовникар, но много скоро начинанието му е прекъснато от Френско-пруската война. Семейството се принуждава да се върне в Париж. Там Моасан започва да работи за химик, при който успява да спаси човек, отровен с арсен. Той решава да учи химия и започва първоначално в лабораторията на Едмон Фреми, а по-късно при Пиер Пол Деерен. Деерен го убеждава да следва академична кариера и Моасан си набавя нужната диплома за влизане в университет през 1874 г.
Той публикува първия си научен труд, отнасящ се за метаболизма на въглероден диоксид и кислород у растенията, заедно с Деерен през 1874 г. След това се оттегля от физиологията на растенията и се обръща към неорганичната химия. Впоследствие неговите изследвания върху пирофорното желязо се приемат добре от двама известни по това време френски неорганични химици – Анри Етиен Сент Клер Девил и Жул Анри Дебре.
След като Моасан получава докторска степен през 1880 г., неговият приятел Ландрин му предлага работно място в аналитична лаборатория. Две години по-късно, през 1882 г., се жени за Леони Люган и през 1885 г. им се ражда син.
През 1880-те години Моасан се фокусира върху флуорната химия и особено върху производството на самия флуор. Той не разполага с лаборатория, но използва няколко, като например тази на приятеля му Шарл Фридел. Там той има достъп до мощна батерия, съставена от 90 хром-цинкови елемента, която позволява да се наблюдава газът, произвеждан при електролизата на разтопен арсениев трихлорид, при което газът се реабсорбира обратно от арсениевия трихлорид. Електролизата на флуороводород произвежда флуор на 26 юни 1886 г. Френската академия на науките изпраща трима представители, Марселен Бертло, Анри Дебре и Едмонд Фреми, които да потвърдят резултатите, но Моасан не успява да ги възпроизведе, което обяснява с липсата на калиев флуорид у флуороводорода, който присъства в предишните му експерименти. След като решава проблема и демонстрира добиването на флуор няколко пъти, той е възнаграден с 10 000 франка. През следващите години, до 1891 г., той се концентрира върху изучаването на химията на флуора. Моасан открива многобройни съединения на флуора, сред които SF6 (заедно с Пол Льобо) през 1901 г. Работи по добиването на бор и изкуствени диаманти, както и по разработването на електросъпротивителна пещ, способна да достига 3500 °C с 2200 A при 80 V.
През 1903 г. е избран за член на Комисията за изотопно изобилие и атомни тегла, където служи до смъртта си.
Андри Моасан почива внезапно в Париж на 20 февруари 1907 г. вследствие на апандиситна криза, малко след като се завръща от получаването на Нобеловата си награда в Стокхолм.

## Научна дейност

### Добиване на флуор
Съществуването на елемента флуор е познато от много години, но всичките опити да бъде изолиран се провалят. Накрая Моасан успява да получи флуор през 1886 г. чрез електролиза на разтвор на калиев дифлуорид (KHF2) в течен флуороводород (HF). Сместа е нужна, тъй като флуороводородът е непроводим. Устройството е съставено от платинови/иридиеви електроди в платинова рамка и апаратът е охлаждан до −50 °C. Резултатът е пълна изолация на водорода, получен при отрицателния електрод, от флуора, получен при положителния. В днешно време флуорът се получава по същия начин. За това си постижение Моасан получава Нобелова награда за химия за 1906 г. По-късно през живота си е награден от френското правителство с Орден на почетния легион.

### По-нататъшна работа
Моасан продължава да учи химията на флуора много подробно, допринася за развиването на електросъпротивителната пещ и се опитва да използва налягане за да синтезира диаманти от въглерод. През 1893 г. Моасан започва да изучава фрагменти от метеорит, намерен в Метеоритния кратер на Барингер в Аризона. В тези фрагменти той открива миниатюрни количества от нов минерал и след подробно проучване заключава, че минералът е съставен от силициев карбид. През 1905 г. минералът е наречен в негова чест, моасанит.